# Cristianismo en el siglo IV

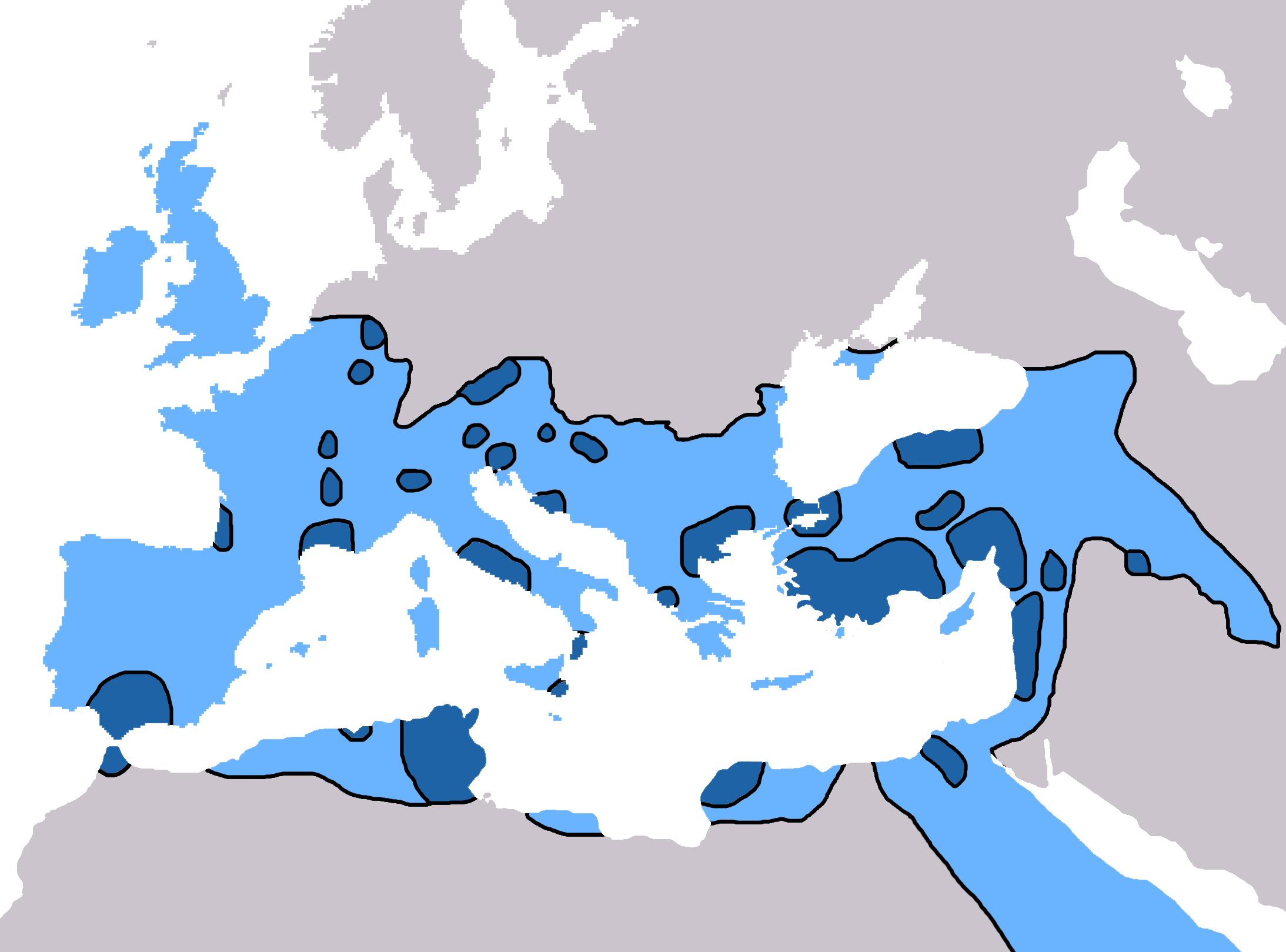
Difusión del cristianismo hasta 325 d.C.
Propagación del cristianismo hasta el 600 d. C.

El cristianismo en el siglo IV estuvo dominado en su primera etapa por Constantino el Grande y el Primer Concilio de Nicea de 325, que fue el inicio del período de los primeros siete concilios ecuménicos (325-787), y en su última etapa por el Edicto de Tesalónica de 380, que convirtió al  Niceno en la  iglesia estatal del Imperio Romano.

## Persecuciones cristianas
Con el cristianismo como fe dominante en algunos centros urbanos, los cristianos representaban aproximadamente el 10% de la población romana hacia el año 300, según algunas estimaciones. El emperador romano Diocleciano lanzó la campaña más sangrienta contra los cristianos que el imperio había presenciado. La persecución terminó en 311 con la muerte de Diocleciano. En última instancia, la persecución no había cambiado el rumbo del crecimiento de la religión. Los cristianos ya se habían organizado hasta el punto de establecer jerarquías de obispos. En 301 el Reino de Armenia se convirtió en la primera nación en adoptar el cristianismo. Los romanos siguieron su ejemplo en 380.
| comunidad                                       | Centros primarios                    |
| ----------------------------------------------- | ------------------------------------ |
| Imperio Romano y Europa occidental              | Roma, Alejandría, Constantinopla     |
| Iglesia del Oriente                             | Siria, Sasánidas (Persia) Imperio[3] |
| Iglesias ortodoxas orientales o No-Calcedoniana | Armenia, Siria, Egipto[4]            |
| Iglesia Donatista                               | Norte de África[5]                   |
| Iglesia gótica aria                             | Tribus godas[6]                      |

## Imperio Romano

### Bajo Galerio
En abril de 311, Galerio, que anteriormente había sido una de las figuras principales en las persecuciones, emitió un edicto que permitía la práctica de la religión cristiana bajo su gobierno. Del 313 al 380, el cristianismo disfrutó del estatus de religión legal dentro del Imperio Romano. No se había convertido en la única religión estatal autorizada, aunque fue ganando importancia y estatura dentro de la sociedad romana. Tras poner fin a las persecuciones de los cristianos, Galerio reinó dos años más. Fue sucedido por un emperador claramente "pro" cristiano, Constantino el Grande.

### Constantino I, el primer emperador cristiano
Las fuentes cristianas registran que Constantino experimentó un acontecimiento dramático en 312 en la Batalla del Puente Milvio, después de la cual Constantino reclamó el emperadorado en Occidente. Según estas fuentes, Constantino miró al sol antes de la batalla y vio una cruz de luz sobre él, y con ella las palabras griegas "ΕΝ ΤΟΥΤΩ ΝΙΚΑ" ("¡con esto, vence! ", a menudo traducido al latín "in hoc signo vinces"); Constantino ordenó a sus tropas que adornaran sus escudos con un símbolo cristiano (el Chi-Ro), y a partir de entonces salieron victoriosos. Resulta difícil discernir cuánto cristianismo adoptó Constantino en este punto; la mayoría de las personas influyentes del imperio, especialmente los altos cargos militares, seguían siendo paganos, y el gobierno de Constantino mostró al menos una voluntad de apaciguar a estas facciones.
Tradicionalmente se ha considerado que el «Edicto de Milán» de 313, firmado por los emperadores Constantino y Licinio, fue la norma que decretó la libertad de cultos en todo el Imperio Romano poniendo así fin a las persecuciones de los cristianos. Sin embargo, según Paul Veyne, «la tolerancia estaba establecida desde hacía dos años» por el edicto de Galerio, promulgado en Nicomedia el 30 de abril de 311, por lo que «después de su victoria en el puente Milvio, Constantino no tuvo necesidad ninguna de promulgar un edicto en tal sentido». El «edicto de Milán» era en realidad un mandatum, una epístula que contenía instrucciones para el cumplimiento del edicto de Galerio, ampliado con la restitución de los bienes de las iglesias por acuerdo de los dos emperadores.
La conversión al cristianismo de Constantino fue un punto de inflexión para la Iglesia cristiana. A partir de entonces, apoyó económicamente a la Iglesia, construyó varias basílicas, concedió privilegios (por ejemplo, la exención de ciertos impuestos) al clero, ascendió a los cristianos a altos cargos y devolvió las propiedades confiscadas durante el reinado de Diocleciano. Constantino utilizó símbolos cristianos al principio de su reinado, pero siguió fomentando las prácticas religiosas romanas tradicionales, incluido el el culto al sol. Entre 324 y 330, construyó una nueva capital imperial en Bizancio, en el Bósforo (que recibió su nombre: Constantinopla). La ciudad empleaba una arquitectura abiertamente cristiana, tenía iglesias dentro de las murallas (a diferencia de la "vieja" Roma) y carecía de templos paganos. En 330 estableció Constantinopla como la nueva capital del Imperio Romano. La ciudad llegaría gradualmente a ser vista como el centro del mundo cristiano.
El sociólogo Joseph Bryant afirma que, en la época de Constantino, el cristianismo ya había pasado de ser en el siglo I una "secta cristiana marginal, perseguida y popularmente despreciada" a convertirse en la iglesia plenamente institucionalizada "capaz de abarcar todo el imperio romano" que adoptó Constantino.{rp|304}} Sin esta transformación que Peter Brown ha denominado "la conversión del cristianismo" a la cultura y los ideales del mundo romano, Brown afirma que Constantino nunca se habría convertido.
A finales del siglo II, el cristianismo estaba en constante expansión y su número de miembros aumentaba socialmente. La iglesia estaba cada vez más institucionalizada, y hay pruebas de la erosión moral y la disminución del compromiso entre sus miembros en expansión.: 313  Bryant explica que, "El principio rector de la [secta está] en la santidad personal de sus miembros".: 320  Una iglesia, por otro lado, es una organización donde la santidad se encuentra en la institución más que en el individuo.: 306  Para convertirse en una Iglesia, "el cristianismo tuvo que superar su alienación del 'mundo' y capear con éxito la persecución, aceptar que ya no era una ecclesia pura, (una secta de los santos y los elegidos), sino que era un corpus permixtum, una Iglesia 'católica' orientada a las conversiones masivas y dotada institucionalmente de amplios poderes de gracia sacramental y redención".{rp|333}} Esta "transformación trascendental" amenazó la supervivencia del movimiento religioso marginal, ya que naturalmente provocó divisiones, cismas y deserciones.: 317, 320  Bryant explica que, "una vez que los miembros de una secta determinan que "el 'espíritu' ya no reside en el cuerpo paterno, 'los santos y los puros' normalmente se ven obligados -ya sea por convicción o por coacción- a retirarse y establecer su propia contraiglesia, formada por el 'resto reunido' de los elegidos de Dios".: 317  Según Bryant, esto describe todos los cismas de los primeros 300 años del cristianismo, incluidos los montanistas, el cisma creado por Hipólito en 218 bajo el papa Calixto, el cisma meliciano y los donatistas.
Es el cisma donatista el que Bryant ve como la culminación de esta dinámica de secta a iglesia.: 332  Durante el cisma meliciano y los comienzos de la división donatista, el obispo Cipriano se había sentido obligado a "otorgar una concesión laxista tras otra en el curso de su desesperada lucha por preservar la Iglesia católica".: 325  Los emperadores romanos siempre habían sido líderes religiosos, pero Constantino estableció un precedente para la posición del emperador cristiano en la Iglesia. Estos emperadores se consideraban responsables ante Dios de la salud espiritual de sus súbditos, por lo que tenían el deber de mantener la ortodoxia. El emperador no decidía la doctrina -eso era responsabilidad de los obispos-, sino que su papel consistía en hacer cumplir la doctrina, erradicar la herejía y mantener la unidad eclesiástica. El emperador se aseguraba de que en su imperio se rindiera culto a Dios como es debido; en qué consistía el culto como es debido era responsabilidad de la Iglesia. Constantino había encargado más de una investigación sobre las cuestiones donatistas y todas ellas dictaminaron a favor de la causa católica, pero los donatistas se negaron a someterse a la autoridad imperial o eclesiástica.: 332  Para un emperador romano, eso era motivo suficiente para actuar. Brown afirma que las autoridades romanas no habían dudado en "acabar" con la Iglesia cristiana que habían considerado una amenaza para el imperio, y Constantino y sus sucesores hicieron lo mismo, por las mismas razones.: 74  El precedente de Constantino de remitirse a los concilios en materia de doctrina, y aceptar la responsabilidad de su cumplimiento, continuaría en general hasta el final del imperio, aunque hubo unos pocos emperadores de los siglos V y VI que trataron de alterar la doctrina por edicto imperial sin recurrir a los concilios.
En 325 Constantino convocó el Concilio de Nicea, que fue efectivamente el primer Concilio Ecuménico (el Concilio de Jerusalén fue el primer concilio cristiano del que se tiene constancia, pero rara vez se considera ecuménico), para tratar principalmente con la herejía arriana, pero que también emitió el Credo de Nicea, que entre otras cosas profesaba la creencia en Una Santa Iglesia Católica Apostólica, el comienzo de la Cristiandad. John Kaye caracteriza la conversión de Constantino, y el concilio de Nicea, como dos de las cosas más importantes que le han sucedido a la iglesia cristiana.: 1 

### Constancio II
Los hijos de Constantino prohibieron los sacrificios religiosos paganos del Estado en 341, pero no cerraron los templos. Aunque en 356 se ordenó el cierre de todos los templos estatales en todas las ciudades, hay pruebas de que los sacrificios tradicionales continuaron. Cuando  Graciano declinó el cargo y el título de Pontifex Maximus, su acto puso fin de hecho a la religión del Estado debido a la autoridad del cargo y a sus vínculos dentro de la administración. Esto puso fin a las prácticas oficiales del estado pero no a las prácticas religiosas privadas, y en consecuencia los templos permanecieron abiertos.
Sin embargo, no había una unidad total del cristianismo, y Constancio II era un arriano que mantuvo a obispos arrianos en su corte y los instaló en varias sedes, expulsando a los obispos ortodoxos.

### Juliano el Apóstata
El sucesor de Constancio, Juliano, conocido en el mundo cristiano como Juliano el Apóstata, fue un filósofo que al convertirse en emperador renunció al cristianismo y abrazó una forma de paganismo Neo-platónico y místico que chocaba con el establecimiento cristiano. Aunque en realidad no proscribió el cristianismo, se propuso restablecer el prestigio de las antiguas creencias y prácticas paganas.  Modificó estas prácticas para asemejarlas a las tradiciones cristianas, como la estructura episcopal y la caridad pública (hasta entonces desconocidas en el paganismo romano). Juliano eliminó la mayor parte de los privilegios y el prestigio que antes tenía la Iglesia cristiana. Sus reformas intentaron crear una forma de heterogeneidad religiosa mediante, entre otras cosas, la reapertura de templos paganos, la aceptación de obispos cristianos anteriormente exiliados por herejes, la promoción del judaísmo y la devolución de las tierras de la Iglesia a sus propietarios originales. Sin embargo, el breve reinado de Juliano terminó cuando murió mientras hacía campaña en Oriente. El cristianismo llegó a dominar durante el reinado de los sucesores de Juliano, Joviano, Valentiniano I, y Valente (el último emperador cristiano oriental arriano).

### El cristianismo niceno se convierte en la religión de Estado del Imperio Romano
A lo largo del siglo IV, el cuerpo cristiano se vio consumido por los debates en torno a la ortodoxia, es decir, qué doctrinas religiosas son las correctas. A principios del siglo IV un grupo del Norte de África, más tarde llamado Donatistas, que creía en una interpretación muy rígida del cristianismo que excluía a muchos que habían abandonado la fe durante las persecuciones de Diocleciano, creó una crisis en el Imperio occidental. Se convocó un sínodo o concilio eclesiástico en Roma en 313 seguido del otro en Arlés en 314. Este último fue presidido por Constantino cuando aún era emperador menor. Los concilios dictaminaron que la fe donatista era herejía, y cuando los donatistas se negaron a retractarse, Constantino lanzó la primera campaña de persecución de cristianos contra cristianos. Este fue sólo el principio de la implicación imperial en la teología cristiana.
Los eruditos cristianos del imperio se vieron cada vez más envueltos en debates sobre Cristología.  Las opiniones estaban muy extendidas, desde la creencia de que Jesús era completamente mortal hasta la creencia de que era una Encarnación de Dios que había tomado forma humana. El debate más persistente fue el que se produjo entre el punto de vista homoousiana (el Padre y el Hijo son uno y el mismo, eternos) y el punto de vista arriano (el Padre y el Hijo están separados, pero ambos son divinos).  Esta controversia llevó a Constantino a convocar un concilio en Nicea en 325.
Los debates cristológicos se sucedieron a lo largo del siglo IV, con los emperadores cada vez más implicados en la Iglesia y la Iglesia cada vez más dividida. El Concilio de Nicea en 325 apoyó el punto de vista atanasiano. El Concilio de Rímini en 359 apoyó el punto de vista arriano. El Concilio de Constantinopla en 360 apoyó un compromiso que permitía ambos puntos de vista. El Concilio de Constantinopla en 381 reafirmó el punto de vista atanasiano y rechazó el punto de vista arriano. El emperador Constantino tenía opiniones divididas, pero apoyó en gran medida la facción atanasiana (aunque fue bautizado en su lecho de muerte por el obispo arriano Eusebio de Nicomedia). Su sucesor Constancio II apoyó una posición Semiarrianismo. El emperador Juliano favoreció un retorno a la religión tradicional romano-griega, pero esta tendencia fue rápidamente sofocada por su sucesor Joviano, partidario de la facción atanasiana.
En 380 el emperador Teodosio promulgó el Edicto de Tesalónica, que establecía el cristianismo como la  religión oficial del estado, concretamente la fe establecida por el Concilio de Nicea en 325: Teodosio convocó el Concilio de Constantinopla en 381 para afinar aún más la definición de ortodoxia. En 391 Teodosio cerró todos los templos paganos (no cristianos ni judíos) y prohibió formalmente el culto pagano. Estas iglesias estatales adheridas pueden considerarse efectivamente un departamento del Estado romano. Todas las demás sectas cristianas fueron declaradas explícitamente heréticas e ilegales. En 385, llegó la primera pena capital de un hereje se llevó a cabo en Prisciliano de Ávila.

## Concilios Ecuménicos delsigloIV
El Primer Concilio de Nicea (325) y el Primer Concilio de Constantinopla (381) formaron parte de lo que más tarde se llamarían los siete primeros Concilios Ecuménicos, que abarcan 400 años de historia de la Iglesia.

### Primer Concilio de Nicea

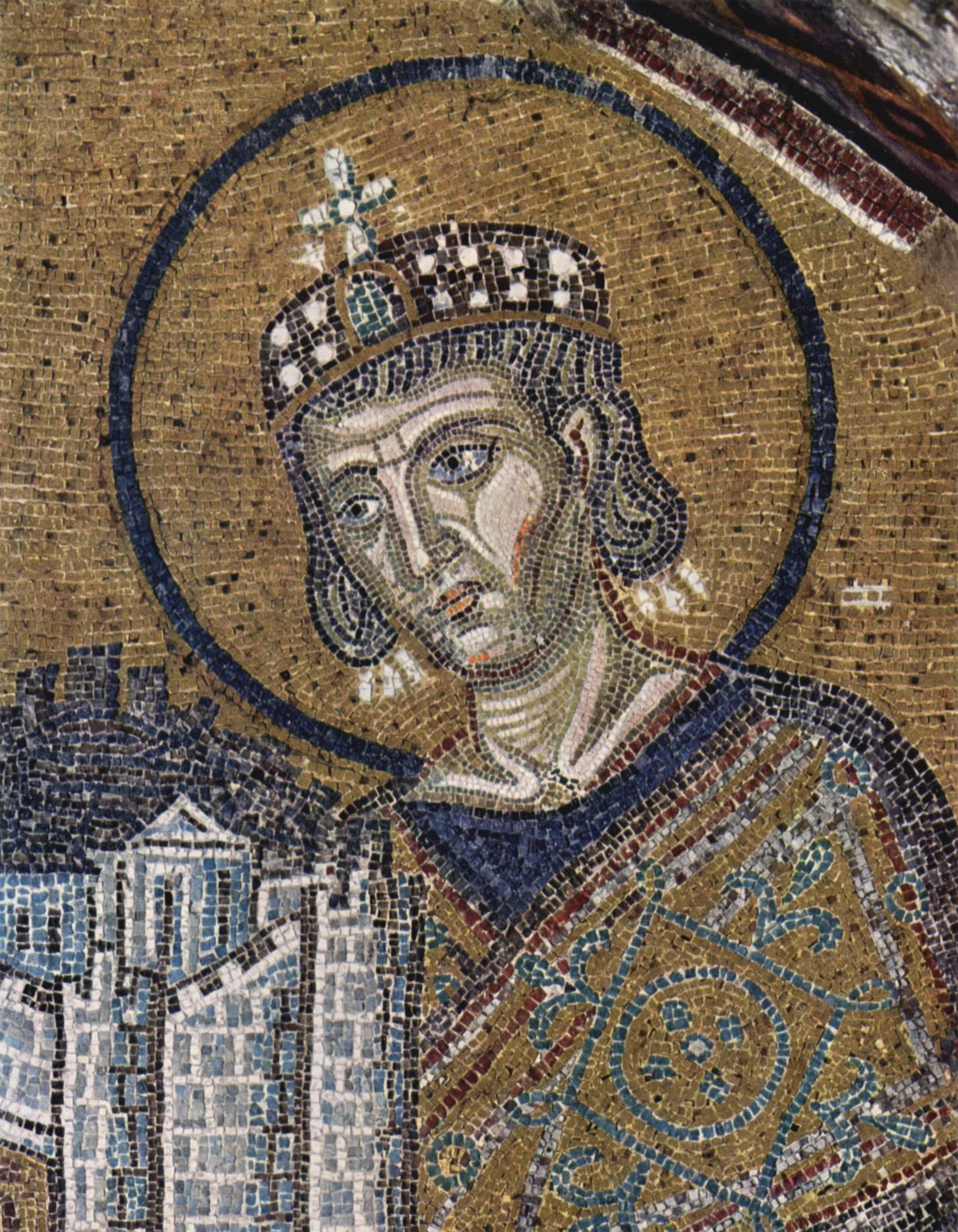
El emperador Constantino presenta una representación de la ciudad de Constantinopla como tributo a una María entronizada y al niño Jesús en este mosaico de iglesia. St Sophia, c. 1000.

El Primer Concilio de Nicea', celebrado en Nicea en Bitinia (en la actual Turquía), convocado por Emperador romano Constantino I en 325, fue el primer ecuménico conferencia de obispos de la Iglesia católica (católica en el sentido de 'universal', no sólo romana) y, lo que es más significativo, dio lugar a la primera declaración de una doctrina cristiana uniforme.
El propósito del concilio era resolver los desacuerdos en la Iglesia de Alejandría sobre la naturaleza de Jesús en relación con el Padre; en particular, si Jesús era de la misma sustancia que Dios Padre o simplemente de sustancia similar. El papa Alejandro de Alejandría y Atanasio adoptaron la primera postura; el popular presbítero Arrio, de quien procede el término controversia arriana, tomó la segunda.  El concilio decidió en contra del arrianos de forma abrumadora (de los 250-318 asistentes estimados, todos menos 2 votaron en contra de Arrio). Otro resultado del concilio fue un acuerdo sobre la fecha de la Pascua cristiana (Pascha en griego; Pascua en inglés moderno), la fiesta más importante del calendario eclesiástico. El concilio se pronunció a favor de celebrar la resurrección el primer domingo después de la primera luna llena tras el equinoccio de primavera, independientemente del calendario hebreo de la Biblia, y autorizó al  obispo de Alejandría (presumiblemente utilizando el  calendario alejandrino) a anunciar anualmente la fecha exacta a sus colegas obispos.
El concilio fue históricamente significativo porque fue el primer esfuerzo por lograr consenso en la iglesia a través de una asamblea que representara a toda la cristiandad. Con la creación del Credo de Nicea, se estableció un precedente para que los concilios generales posteriores crearan un declaración de creencias y cánones que debían convertirse en directrices para la ortodoxia doctrinal y en fuente de unidad para toda la cristiandad, un acontecimiento trascendental en la historia de la Iglesia y en la posterior historia de Europa.
El concilio contó con la oposición de los arrianos, y Constantino intentó reconciliar a Arrio con la Iglesia. Incluso cuando Arrio murió en 336, un año antes de la muerte de Constantino, la controversia continuó, con varios grupos separados que abrazaban las simpatías arrianas de una manera u otra. En 359, un doble concilio de obispos orientales y occidentales afirmó una fórmula que afirmaba que el Padre y el Hijo eran similares de acuerdo con las Escrituras, la victoria suprema para el arrianismo. Los oponentes del arrianismo se unieron, pero en el Primer Concilio de Constantinopla en 381 marcó la victoria final de la ortodoxia nicena dentro del imperio, aunque para entonces el arrianismo se había extendido a las tribus germánicas, entre las que desapareció gradualmente tras la conversión de los  francos al catolicismo en 496.

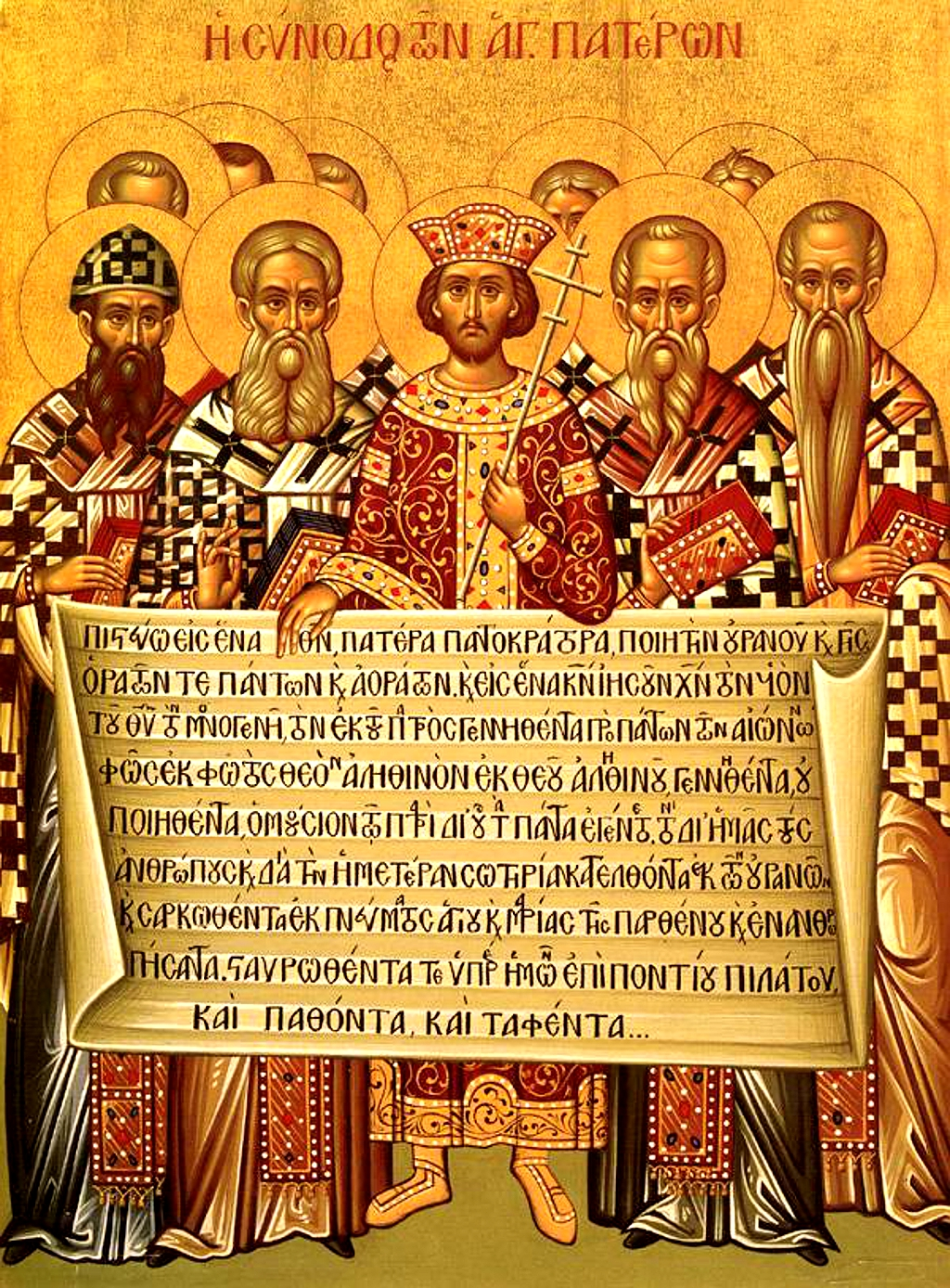
Icono que representa a Emperador Constantino, en el centro, acompañado por los Padres de la Iglesia del 325 Primer Concilio de Nicea, sosteniendo el Credo Niceno en su forma de 381

### Primer Concilio de Constantinopla

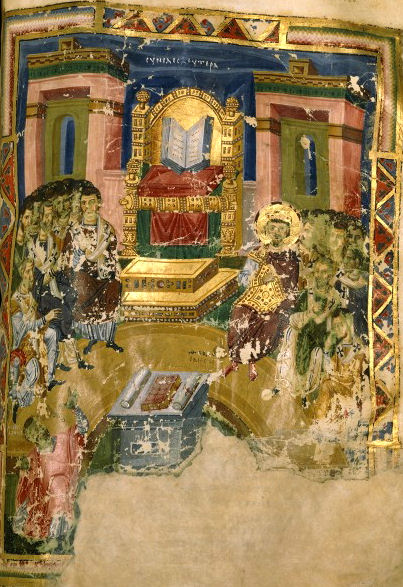
Ilustración manuscrita antigua del Concilio de Constantinopla

El Primer Concilio de Constantinopla aprobó la forma actual del Credo Niceno, tal y como se sigue utilizando en la Iglesia Ortodoxa Oriental y en las iglesias  Iglesias ortodoxas. El credo, escrito originalmente en griego, fue traducido posteriormente a otros idiomas. La forma utilizada por la Iglesia Apostólica Armenia, que forma parte de la Ortodoxia Oriental, tiene varias adiciones al texto original. Este credo más completo puede haber existido antes del concilio y probablemente se originó a partir del credo bautismal de Constantinopla. Más tarde, la Iglesia Católica en Occidente, añadió dos frases adicionales en latín ("Deum de Deo" y "Filioque"). El momento exacto, y el origen, de estas adiciones es discutido. Sin embargo, no fueron aceptadas formalmente hasta 1014.
El concilio también condenó el apolinarismo, la enseñanza de que no había mente o alma humana en Cristo. También concedió a Constantinopla precedencia honoraria sobre todas las iglesias excepto Roma.
El concilio no incluyó a obispos occidentales ni a legados romanos, pero fue aceptado como ecuménico en Occidente.

## Padres de la Iglesia

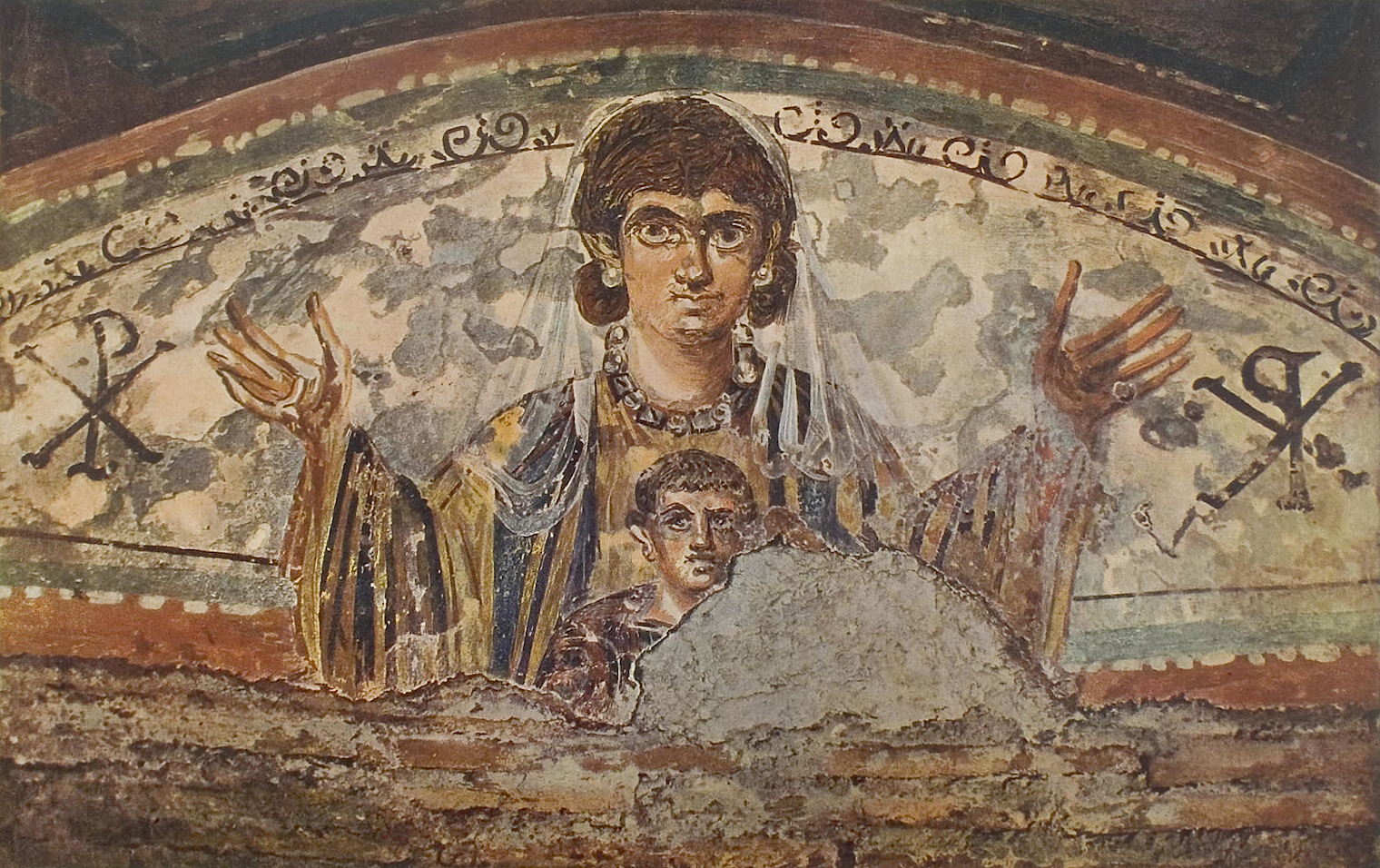
Virgen con el Niño. Pintura mural de las primeras catacumbas, Roma,.

Los Padres de la Iglesia, primeros Padres de la Iglesia o Padres de la Iglesia son los primeros e influyentes teólogos y escritores de la Iglesia cristiana, en particular los de los cinco primeros siglos de la historia cristiana. El término se utiliza para designar a escritores y maestros de la Iglesia, no necesariamente santos. A los maestros en particular también se les conoce como doctores de la Iglesia, aunque Athanasius los llamaba hombres de poco intelecto.

### Padres nicenos y postnicenos

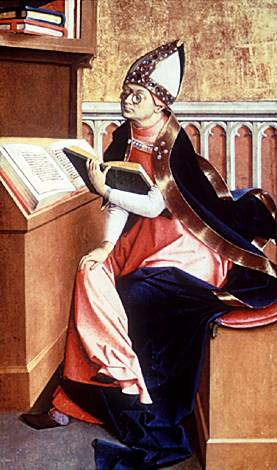
San Agustín

El cristianismo de la Antigüedad tardía produjo un gran número de renombrados Padres de la Iglesia que escribieron volúmenes de textos teológicos, entre ellos Agustín de Hipona, Gregorio Nacianceno, Cirilo de Jerusalén, Ambrosio de Milán, Jerónimo y otros. Algunos, como Juan Crisóstomo y Atanasio, sufrieron el exilio, la persecución o el martirio de emperadores bizantinos heréticos. Muchos de sus escritos están traducidos al español en las compilaciones de los Padres Nicenos y Post-Nicenos.
Los textos y escritores influyentes entre 325 y c.500 incluyen:
- Atanasio (298-373)
- Los Padres Capadocios (finales del siglo IV)
- Ambrosio (c. 340-397)
- Crisóstomo (347-407)

### Padres griegos
Los que escribieron en griego se denominan Padres griegos (de la Iglesia).

### Atasio de Alejandría
Atanasio de Alejandría fue un teólogo, Papa de Alejandría y un destacado líder egipcio del siglo IV. Se le recuerda sobre todo por su papel en el conflicto con el arrianismo. En el Primer Concilio de Nicea, Atanasio argumentó contra la doctrina arriana de que Cristo es una sustancia distinta del Padre.

### Juan Crisóstomo
Juan Crisóstomo, arzobispo de Constantinopla, es conocido por su elocuencia en predicación y oratoria, su denuncia de los abusos de autoridad tanto por parte de líderes eclesiásticos como políticos, la Divina Liturgia de San Juan Crisóstomo, y su sensibilidad ascética. Tras su muerte (o, según algunas fuentes, durante su vida) se le dio el apellido griego chrysostomos, que significa boca de oro, traducido al español como Crisóstomo.
Dentro del cristianismo, Crisóstomo es conocido principalmente como predicador, teólogo y liturgista, sobre todo en la Iglesia ortodoxa oriental. Fuera de la tradición cristiana, Crisóstomo es conocido por ocho de sus sermones, que desempeñaron un papel considerable en la historia del antisemitismo cristiano y fueron utilizados ampliamente por los nazis en su campaña ideológica contra los judíos.

### Padres latinos
Aquellos padres que escribieron en latín se denominan Padres (de la Iglesia) latinos.

### Ambrosio de Milán
Ambrosio de Milán fue un obispo de Milán que se convirtió en una de las figuras eclesiásticas más influyentes del siglo IV. Se le considera uno de los cuatro doctores de la Iglesia originales.

## Monacato

### Padres del desierto
Los Padres del Desierto fueron los primeros  monásticos que vivieron en el desierto de Egipto; aunque no escribieron tanto, su influencia también fue grande. Entre ellos se encuentran San Antonio el Grande y San Pacomio. Un gran número de sus dichos, generalmente breves, está recogido en el Apophthegmata Patrum ("Dichos de los Padres del Desierto").

### El monacato cristiano primitivo
Los primeros esfuerzos por crear un proto-monasterio fueron los de San Macario, que estableció grupos individuales de células como las de Kellia (fundada en 328.) La intención era reunir a ascetas individuales que, aunque piadosos, no tenían la capacidad física o las habilidades para vivir una existencia solitaria en el desierto . En Tabenna, hacia 323, San Pacomio optó por moldear a sus discípulos en una comunidad más organizada, en la que los monjes vivían en cabañas o habitaciones individuales (cellula en latín), pero trabajaban, comían y rendían culto en un espacio compartido. Se crearon pautas para la vida cotidiana y monasterios separados para hombres y mujeres. Este método de organización monástica se denomina cenobítico o "basado en la comunidad". Todas las principales órdenes monásticas son cenobíticas por naturaleza. En la teología católica, esta vida basada en la comunidad se considera superior por la obediencia que se practica y la responsabilidad que se ofrece. El jefe de un monasterio llegó a ser conocido por la palabra "Padre"; en Siríaco, Abba; en español, "Abad".
Se llamó a Pacomio para que ayudara a organizar a otros, y se cree que cuando murió, en 346, había 3.000 comunidades de este tipo repartidas por Egipto, especialmente en la Tebaida. En el transcurso de la siguiente generación, este número aumentó a 7.000. Desde allí, el monacato se extendió rápidamente primero por Palestina y el Desierto de Judea, Siria, el norte de África y, finalmente, por el resto del Imperio Romano.

### Monacato oriental

Analavos que llevan los monjes esquemáticos ortodoxos orientales

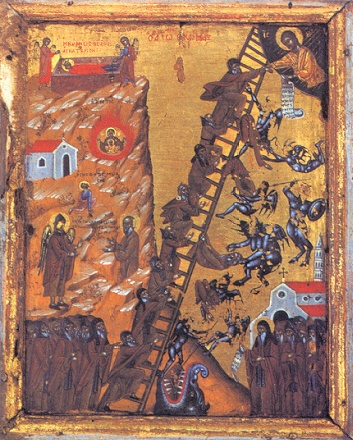
Icono que representa la ascensión de las almas al cielo después de la muerte

El monacato ortodoxo no tiene órdenes religiosas como en Occidente, por lo que no existen reglas monásticas formales; más bien, se anima a cada monje y monja a leer a todos los Santos Padres y a emular sus virtudes. Tampoco hay división entre la vida "activa" y la "contemplativa". La vida monástica ortodoxa abarca tanto los aspectos activos como los contemplativos.

### La Galia
Las primeras fases del monacato en Europa occidental tuvieron como protagonistas a personajes como Martín de Tours, que tras servir en las legiones romanas se convirtió al cristianismo y estableció una ermita cerca de Milán, trasladándose después a Poitiers donde reunió una comunidad en torno a su ermita. Fue llamado a ser obispo de Tours en 372, donde estableció un monasterio en Marmoutier, en la orilla opuesta del río Loira, a pocos kilómetros río arriba de la ciudad. Su monasterio se organizó como una colonia de ermitaños más que como una comunidad integrada.
Juan Casiano comenzó su carrera monástica en un monasterio de Palestina y Egipto hacia 385 para estudiar allí la práctica monástica. En Egipto se había sentido atraído por la vida aislada de los eremitas, que consideraba la forma más elevada de monacato, aunque los monasterios que fundó eran todos comunidades monásticas organizadas. Hacia el año 410 fundó dos monasterios cerca de Marsella, uno para hombres y otro para mujeres. Con el tiempo atrajeron a un total de 5.000 monjes y monjas. Lo más significativo para el futuro desarrollo del monacato fueron los Institutos de Casiano, que proporcionaban una guía para la vida monástica, y sus Conferencias, una colección de reflexiones espirituales.
Honorato de Arlés fue un rico aristócrata galorromano que, tras una peregrinación cristiana a Egipto, fundó la abadía de Lérins, en una isla situada frente a la actual ciudad de Cannes. El monasterio combinaba una comunidad con ermitas aisladas donde los monjes más ancianos y probados espiritualmente podían vivir aislados.
Una reacción romana al monaquismo fue expresada en la descripción de Lérins por Claudio Rutilio Namaciano, que ejerció como prefecto de Roma en 414:
Una isla inmunda llena de hombres que huyen de la luz.
Monjes se llaman a sí mismos, usando un nombre griego.
Porque quieren vivir solos, sin ser vistos por el hombre.
Temen los dones de la fortuna, temiendo su daño:
Loca locura de un cerebro demente,
...que no puede sufrir el bien, por miedo al mal.
Con el tiempo, Lérins se convirtió en un centro de cultura y aprendizaje monástico, y muchos monjes y obispos posteriores pasarían por Lérins en las primeras etapas de su carrera. Honorato fue llamado a ser Obispo de Arlés y le sucedió en el cargo otro monje de Lérins. Lérins era de carácter aristocrático, como su fundador, y estaba estrechamente vinculado a los obispados urbanos.

## Tensiones entre Oriente y Occidente
Las divisiones en la unidad cristiana que condujeron al Cisma de Oriente y Occidente empezaron a hacerse evidentes ya en el siglo IV. Aunque 1054 es la fecha que se suele dar para el comienzo del Gran Cisma, en realidad no existe una fecha concreta en la que se produjera.
Los acontecimientos que condujeron al cisma no fueron exclusivamente de naturaleza teológica. Las diferencias culturales, políticas y lingüísticas se mezclaron a menudo con las teológicas. A diferencia de los coptos o los armenios, que se separaron de la Iglesia en el siglo V y establecieron iglesias étnicas a costa de su universalidad y catolicidad, las partes oriental y occidental de la Iglesia permanecieron fieles a la fe y la autoridad de los siete concilios ecuménicos. Estaban unidas, en virtud de su fe y tradición comunes, en una sola Iglesia.

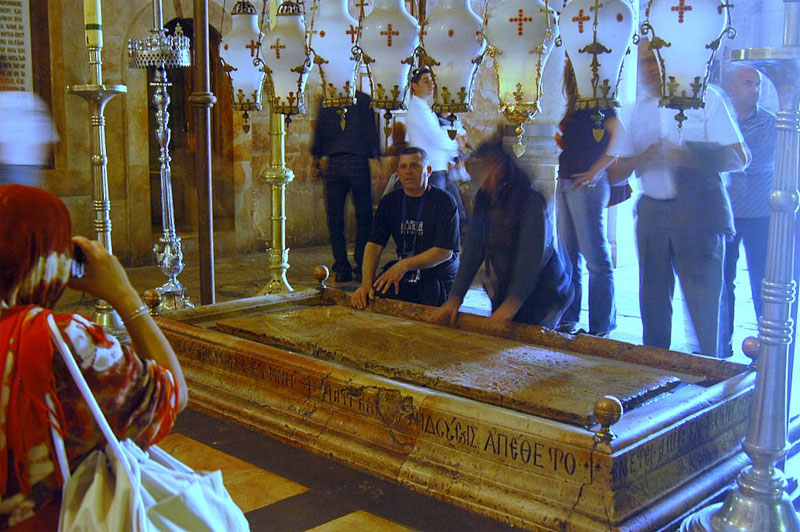
La Piedra de la Unción, se cree que es el lugar donde el cuerpo de Jesús fue preparado para ser enterrado. Es el 13ª Estación del Vía Crucis.
El Patriarca ortodoxo de Jerusalén y los eclesiásticos de la Iglesia ortodoxa tienen su sede en la antigua Iglesia del Santo Sepulcro construida en el año 335 d. C.
La desunión en el Imperio Romano contribuyó aún más a la desunión en la Iglesia. El emperador Diocleciano dividió la administración de las partes oriental y occidental del imperio a principios del, aunque los líderes posteriores (incluido Constantino) aspiraron y a veces obtuvieron el control de ambas regiones. [Teodosio I

, que estableció el cristianismo como religión oficial del Imperio Romano, murió en 395 y fue el último emperador que gobernó sobre un Imperio Romano unido; tras su muerte, la división en mitades occidental y oriental, cada una bajo su propio emperador, se hizo permanente. A finales del siglo V, el Imperio Romano de Occidente había sido invadido por las tribus germánicas, mientras que el Imperio Romano de Oriente (conocido también como Imperio Bizantino) seguía prosperando. Así, la unidad política del Imperio Romano fue la primera en caer.
En Occidente, el colapso del gobierno civil dejó a la Iglesia prácticamente al mando en muchas áreas, y los obispos se dedicaron a administrar ciudades y dominios seculares. Cuando el gobierno real e imperial se restableció, tuvo que enfrentarse al poder ejercido de forma independiente por la Iglesia. En Oriente, sin embargo, el dominio imperial y, más tarde, el islámico dominaron a los obispos orientales de Bizancio. Mientras que las regiones ortodoxas que eran predominantemente eslavas experimentaron un periodo de dominio extranjero, así como un periodo sin infraestructuras.

### Roma
En el siglo IV, cuando los emperadores romanos intentaban controlar a la Iglesia, las cuestiones teológicas corrían como la pólvora por todo el Imperio romano. La influencia del pensamiento especulativo griego en el pensamiento cristiano dio lugar a todo tipo de opiniones divergentes y enfrentadas. El mandamiento de Cristo de amar a los demás como Él amaba parecía haberse perdido en las abstracciones intelectuales de la época.  La teología también se utilizó como arma contra los obispos opositores, ya que ser tachado de hereje era la única forma segura de que un obispo fuera destituido por otros obispos.[cita requerida]
Después de que Constantino construyera Constantinopla, se reconoció que el centro del imperio se había desplazado al Mediterráneo oriental.  Roma perdió el Senado a favor de Constantinopla y perdió su estatus y gravitas como capital imperial.
Los obispos de Roma enviaron cartas que, aunque en gran medida ineficaces, proporcionaron precedentes históricos que fueron utilizados por los posteriores partidarios de la primacía papal.  Estas cartas, conocidas como 'decretaless' desde al menos la época de Siricio (384-399) hasta León I, proporcionaban directrices generales a seguir que más tarde se incorporarían al derecho canónico.

## Difusión del cristianismo

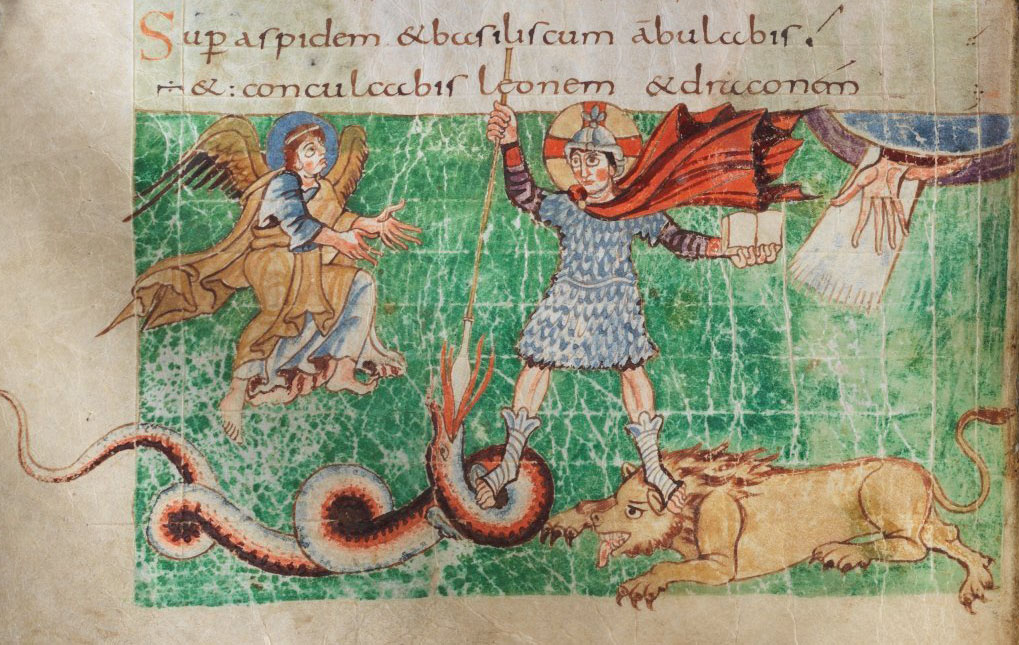
Representación de Cristo como guerrero heroico en el (Salterio de Stuttgart, fol. 23, ilustración del Salmo 91:13).

En el siglo IV, el temprano proceso de cristianización de los diversos pueblos germánicos se vio en parte facilitado por el prestigio del Imperio Romano cristiano entre los paganos europeos. Hasta el  declive del Imperio Romano, las tribus germánicas que habían emigrado allí (con las excepciones de los sajones, francos y lombardos) se habían convertido al cristianismo. Muchos de ellos, sobre todo los godos y vándalos, adoptaron el arrianismo en lugar de las creencias trinitarias que llegaron a dominar la Iglesia imperial romana. El ascenso gradual del cristianismo germánico fue voluntario, sobre todo entre los grupos asociados con el Imperio romano.
Wulfila o Ulfilas era hijo o nieto de cautivos cristianos de Sadagolthina, en Capadocia. En 337 o 341, Wulfila se convirtió en el primer obispo de los godos (cristianos). En 348, uno de los reyes godos paganos comenzó a perseguir a los godos cristianos, y Wulfila y muchos otros godos cristianos huyeron a  Moesia Secunda (en la moderna Bulgaria) en el Imperio Romano. Otros cristianos, incluyendo Wereka, Batwin y Saba, murieron en persecuciones posteriores.
Entre 348 y 383, Wulfila tradujo la Biblia al idioma godo. Así, algunos cristianos arrianos de Occidente utilizaban las lenguas vernáculas, en este caso incluyendo el gótico y el latín, para los oficios, al igual que los cristianos de las provincias romanas orientales, mientras que la mayoría de los cristianos de las provincias occidentales utilizaban el latín.

### Cristianismo fuera del Imperio Romano

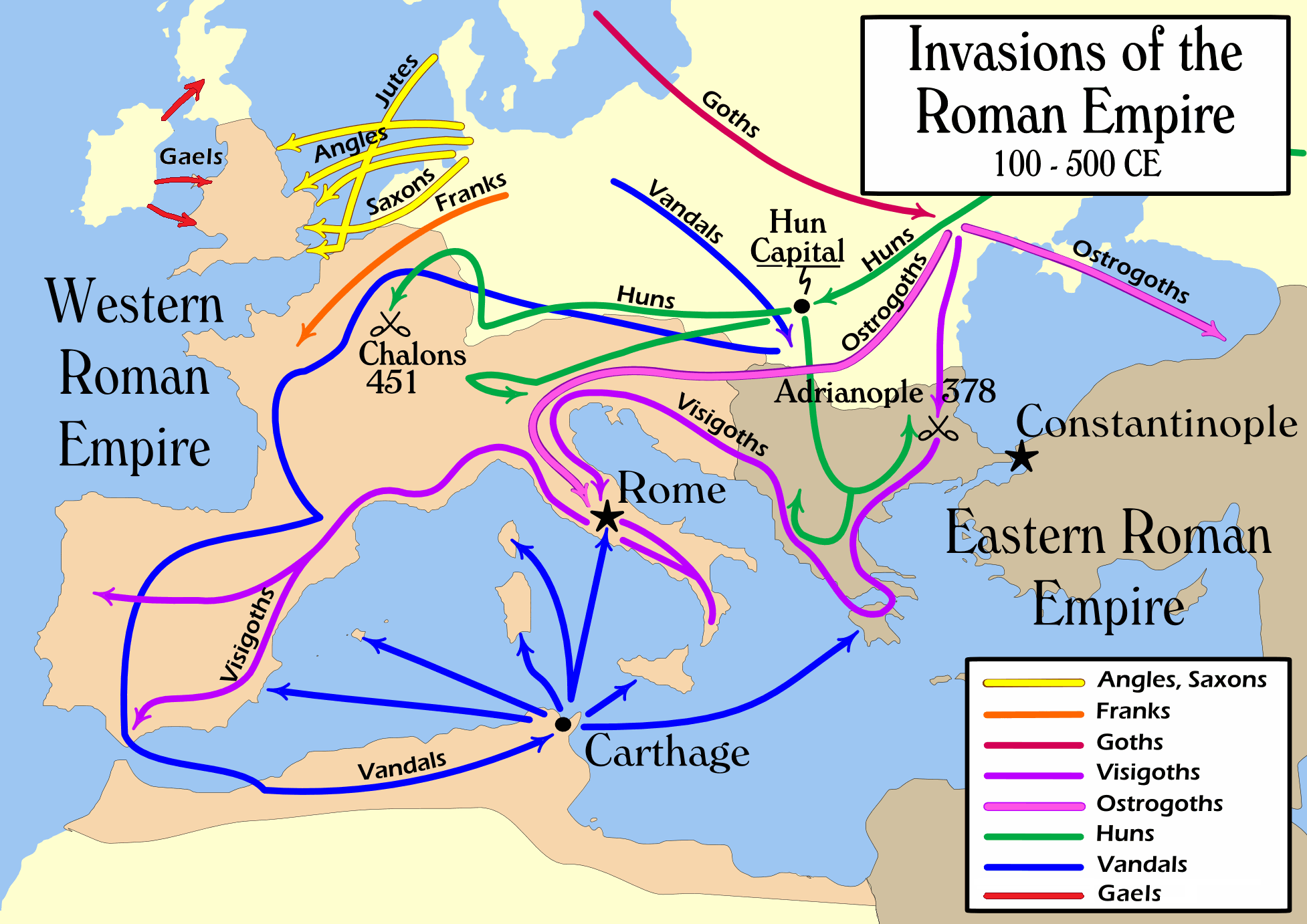
Migraciones simplificadas de los siglos II al V. Véase también mapa del mundo en 820 d. C..

La cristianización armenia, la georgiana y la etíope son los únicos casos de imposición del cristianismo por gobernantes soberanos anteriores al concilio de Nicea. Las conversiones se produjeron entre las poblaciones greco-romano-celtas a lo largo de los siglos, principalmente entre su población urbana y sólo se extendieron a las poblaciones rurales en siglos muy posteriores. En consecuencia, mientras que los conversos iniciales se encontraban entre las poblaciones Judía, el desarrollo de la Iglesia ortodoxa como aspecto de la sociedad estatal se produjo a través de la cooptación de la religión estatal en el ethos del cristianismo, y sólo entonces se logró la conversión de la numerosa población rural.
Las migraciones germánicas del siglo V fueron desencadenadas por la destrucción de los reinos godos por los hunos en 372-375.

### Gran persecución
La gran persecución cayó sobre los cristianos de Persia hacia 340. Aunque los motivos religiosos nunca fueron ajenos, la causa principal de la persecución fue política. Cuando Roma se hizo cristiana, su antiguo enemigo se volvió anticristiano.
Durante los tres primeros siglos después de Cristo fue en Occidente donde se persiguió a los cristianos. Los partos eran demasiado tolerantes en materia religiosa como para perseguirlos, y sus sucesores sasánidas, menos tolerantes, estaban demasiado ocupados luchando contra Roma, por lo que los emperadores persas se inclinaban a considerarlos amigos de Persia.
Fue hacia el año 315 cuando una desacertada carta del emperador cristiano Constantino a su homólogo persa Shapur II desencadenó probablemente el inicio de un ominoso cambio en la actitud persa hacia los cristianos. Constantino creía que escribía para ayudar a sus correligionarios en Persia, pero sólo consiguió desenmascararlos. Le escribió al joven sha:
"Me regocijo al oír que las más bellas provincias de Persia están adornadas con...cristianos...Ya que usted es tan poderoso y piadoso, los encomiendo a su cuidado, y los dejo bajo su protección".
Era suficiente para que cualquier gobernante persa condicionado por 300 años de guerra con Roma sospechara de la aparición de una quinta columna. Cualquier duda persistente debe haberse disipado cuando unos veinte años más tarde, cuando Constantino comenzó a reunir sus fuerzas para la guerra en el Este. Eusebio registra que los obispos romanos estaban preparados para acompañar a su emperador a "la batalla con él y para él por oraciones a Dios a quien toda victoria procede. Y al otro lado de la frontera, en territorio persa, el franco predicador persa Aphrahat predijo temerariamente, basándose en su lectura de las profecías del Antiguo Testamento, que Roma derrotaría a Persia.
Cuando poco después comenzaron las persecuciones, la primera acusación contra los cristianos fue que ayudaban al enemigo romano. La respuesta del sha Shapur II fue ordenar un doble impuesto a los cristianos y responsabilizar al obispo de su recaudación. Sabía que eran pobres y que al obispo le costaría encontrar el dinero. El obispo Simón se negó a dejarse intimidar. Tachó el impuesto de injusto y declaró: "Yo no soy recaudador de impuestos, sino pastor del rebaño del Señor".
Un segundo decreto ordenó la destrucción de iglesias y la ejecución del clero que se negara a participar en el culto nacional al sol. El obispo Simón fue apresado y llevado ante el sah y le ofrecieron regalos para que hiciera una reverencia simbólica al sol, y cuando se negó, le tentaron astutamente con la promesa de que si sólo él apostataba su pueblo no sufriría daño, pero que si se negaba estaría condenando a la destrucción no sólo a los líderes de la iglesia sino a todos los cristianos. Ante esto, los cristianos se levantaron y se negaron a aceptar tal liberación por vergonzosa. En 344, Simón fue conducido fuera de la ciudad de Susa junto con un gran número de clérigos cristianos. Cinco obispos y cien sacerdotes fueron decapitados ante sus ojos, y por último fue condenado a muerte.
En algún momento antes de la muerte de Shapur II en 379, la intensidad de la persecución aflojó. La tradición la denomina Persecución de los Cuarenta Años, que duró del 339 al 379 y sólo terminó con la muerte de Shapur.
Cuando por fin los años de sufrimiento terminaron alrededor del año 401, el historiador Sozomen, que vivía cerca, escribió que la multitud de mártires había sido "más allá de la enumeración". Una estimación es que hasta 190 000 cristianos persas murieron en el terror.

### Factores condicionantes de la expansión misionera
Varios factores importantes ayudan a explicar el amplio crecimiento de la Iglesia de Oriente durante los primeros mil doscientos años de la era cristiana. Geográficamente, y posiblemente incluso numéricamente, la expansión de esta iglesia superó a la de la iglesia de Occidente en los primeros siglos. La clave sobresaliente para entender esta expansión es la participación activa de los laicos - la implicación de un gran porcentaje de los creyentes de la iglesia en la evangelización misionera.
La persecución fortaleció y extendió el movimiento cristiano en Oriente. Una gran afluencia de refugiados cristianos de las persecuciones romanas de los dos primeros siglos dio vigor a la iglesia mesopotámica. Las persecuciones en Persia provocaron la huida de refugiados hasta Arabia, la India y otros países de Asia Central.
El cristianismo penetró en Arabia desde numerosos puntos de su periferia. El noreste de Arabia floreció desde finales del siglo III hasta finales del VI y, al parecer, fue evangelizado por cristianos del valle del Tigris-Éufrates en el siglo IV. El reino de Ghassan, en la frontera noroeste, también fue un ámbito de actividad misionera. De hecho, hacia el año 500 también existían muchas iglesias a lo largo de la orilla árabe del Golfo Pérsico y en Omán, todas ellas relacionadas con la Iglesia de Oriente en el Imperio persa. Los obispos árabes se encontraban entre los asistentes a importantes concilios eclesiásticos en Mesopotamia.

### Asia Central
Los agentes de la expansión misionera en Asia central y el Extremo Oriente no sólo eran monjess y clérigos formados en las escuelas monásticas mesopotámicas, sino también en muchos casos comerciantes y artesanos cristianos, a menudo con una considerable formación bíblica. Con frecuencia encontraban empleo entre gente menos avanzada en educación, sirviendo en oficinas gubernamentales y como maestros y secretarios, así como en la atención médica más avanzada. También ayudaron a resolver el problema del analfabetismo inventando alfabetos simplificados basados en la lengua siríaca.
La persecución a menudo empujaba a los cristianos a tierras nuevas y no evangelizadas en busca de refugio. La difusión del Evangelio por personas que utilizaban mayoritariamente el siríaco tenía sus ventajas, pero también era un obstáculo para la indigenización de la Iglesia en las nuevas zonas. Como el siríaco nunca llegó a ser dominante, la competencia de las religiones étnicas era un problema. Por estas razones de vicisitud política, en siglos posteriores el cristianismo sufrió un eclipse casi total en Asia hasta la época moderna. La edad de oro de las primeras misiones en Asia central se extendió desde finales del siglo IV hasta finales del IX.
El cristianismo tuvo una difusión temprana y extensa por todo el vasto territorio al norte de Persia y al oeste y este del río Oxus. Ciudades como Merv, Herat y Samarcanda tuvieron obispos y más tarde se convirtieron en metropolitanatos. Se encontraron cristianos entre los hunos heftalitas a partir del siglo V, y el patriarca mesopotámico asignó dos obispos (Juan de Resh-aina y Tomás el Curtidor) a ambos pueblos, con el resultado de que muchos se bautizaron. También idearon y enseñaron una lengua escrita a los hunos y, con la ayuda de un obispo armenio, enseñaron también métodos y técnicas agrícolas.

## Cronología
- 296-304 Papa Marcelino, ofreció sacrificios paganos por Diocleciano.
- 303 San Jorge, patrón de Inglaterra y otros estados
- 303-312 Masacre de Diocleciano de cristianos, incluyó la quema de escrituras (EH 8.2])
- 304 - Reino de Armenia acepta el cristianismo como religión del estado
- 304? Victorino, obispo de Pettau
- 304? Papa Marcelino, arrepentido de su anterior defección, sufrió el martirio con varios compañeros.
- 306 - Se ordena el primer obispo de Nisibis.[50]
- 306 Concilio de Elvira, prohibió las relaciones entre cristianos y judíos.
- 290-345? San Pacomio, fundador del monacato cristiano
- 310 Majencio deporta al papa  Eusebio y a Heraclio   a Sicilia (polémica de la recaída)
- 312 Luciano de Antioquía, fundador de la Escuela de Antioquía, martirizado.
- 312 Visión de Constantino: mientras miraba al sol vio una cruz con las palabras in hoc signo vinces, véase también Labarum, más tarde fue llamado el XIII Apóstol e Igual-a-apóstoles
- 313 Edicto de Milán, Constantino y Licinio ponen fin a la persecución y establecen la tolerancia del cristianismo.
- 313? Palacio de Letrán dado al  papa Melquíades como residencia por Constantino
- 314 Concilio de Arlés, convocado por Constantino contra el cisma donatista
- 314  Armenia Arsácida primera en adoptar el cristianismo como religión del estado (fecha principal; tradicionalmente 301)
- 313 - El emperador Constantino promulga el Edicto de Milán, legalizando el cristianismo en el Imperio Romano.[51]
- 317? Lactancio
- 314 - Tiridates III de Armenia y el rey Urnayr de Albania caucásica convertidos por Gregorio el Iluminador
- 321 Constantino decretó el domingo como "día de descanso" estatal (CJ3.12.2), véase también Sol Invictus
- 251-424? Sínodos de Cartago
- 314-340? Eusebio, obispo de Cesarea, historiador de la Iglesia, citado texto cesáreo, escribió Historia Eclesiástica en 325[52]
- 325 El Primer Concilio de Nicea
- 325 El Reino de Axum (actual Etiopía) declara el cristianismo como religión oficial del Estado, convirtiéndose en el segundo país en hacerlo.
- 325 Iglesia de la Natividad en Belén, ordenada por Constantino
- 326, 18 de noviembre El Papa Silvestre I consagra la Basílica de San Pedro construida por Constantino el Grande sobre la tumba del Apóstol.
- 327 - Georgia Rey Mirian III de Iberia convertido por Nino[53]
- 330 - El rey etíope Ezana de Axum hace del cristianismo una religión oficial.
- 330 Antigua Iglesia de los Santos Apóstoles, dedicada por Constantino
- 330, 11 de mayo: Constantinopla solemnemente inaugurada. Constantino traslada la capital del Imperio Romano a Bizancio, renombrándola Nueva Roma
- 331 Constantino encarga a Eusebio la entrega de 50 Biblias para la Iglesia de Constantinopla[54]
- 332 - Dos jóvenes cristianos romanos, Frumentius y Aedesio, son los únicos supervivientes de un barco destruido en el Mar Rojo debido a las tensiones entre Roma y el Aksum. Son llevados como esclavos a la capital etíope de Axum para servir en la corte real.[55]
- 334 - Se ordena el primer obispo para Merv / Transoxiana (zona de los actuales Uzbekistán, Tayikistán, Turkmenistán y suroeste de Kazajistán).[56]
- 335 Concilio de Jerusalén, revocó la condena de Nicea a Arrio, consagró la Iglesia del Santo Sepulcro de Jerusalén.
- 337 Mirian III de Georgia, tercero en adoptar el cristianismo como religión de estado
- 337, 22 de mayo: muere Constantino el Grande. Bautizado poco antes de su muerte
- 341-379 Shapur II persecución de la Cristianos persas
- 343? Concilio de Sárdica
- 337 - El emperador Constantino bautizado poco antes de su muerte[57]
- 341 - Ulfilas comienza a trabajar con los godos en la actual Rumanía[58]
- 328-373 Atanasio, obispo de Alejandría, primera cita del moderno 27 libro Nuevo Testamento canon
- 350? Julio Firmicus Maternus
- 350? Códice Sinaítico(א), Códice Vaticano(B): primeras Biblias cristianas, tipo de texto alejandrino
- 350? Ulfilas, arriano, apóstol de los godos, tradujo el NT griego al gótico
- 350? Comma Johanneum 1Jn5:7b-8a(RV)
- 350? Aëtius, arriano, "Sintagmación": "Dios es agennetos (no engendrado)", fundador del Anomoeanismo
- 350? Fundación de la Escuela de Nisibis.
- 350 - Traducción de la Biblia al saídico, lengua egipcia.[59]
- 354 - Teófilo "el Indio" informa haber visitado cristianos en la India ; Filostorgio menciona una comunidad de cristianos en las islas Socotra, al sur de Yemen en el Mar Arábigo.
- 357 Tercer Concilio de Sirmium, emitió la llamada Blasfemia de Sirmium o Séptima Confesión Arriana,[60] llamada punto culminante del arrianismo.
- 359 Concilio de Rímini, Credo fechado (Acacianos)
- 360 Juliano el Apóstata se convierte en el último emperador romano no cristiano.
- 364 - Comienza la conversión de Vándalos al cristianismo durante el reinado del emperador Valente.[61]
- 353-367 Hilario, obispo de Poitiers
- 355-365 Antipapa Félix II, Ariano, apoyado por Constancio II, consagrado por Acacio de Cesarea
- 363-364 Concilio de Laodicea, canon 29 decretó anatema para los cristianos que descansan el Sábado, canon 60 disputado nombró 26 libros del NT (excluyó Revelación)
- 366-367 Antipapa Ursicinus, rival del Papa Dámaso I
- 370? Doctrina de Addai en Edesa proclama un canon del NT de 17 libros usando Diatessaron (en lugar de los 4 Evangelios) + Hechos + 15 Epístolas Paulinas (inc. 3 Corintios) Iglesia Ortodoxa Siria
- 370 - Wulfila traduce la Biblia al Gótico, la primera traducción de la Biblia realizada específicamente con fines misioneros.
- 378 - Jerónimo escribe: "Desde la India hasta Bretaña, todas las naciones resuenan con la muerte y resurrección de Cristo"[55].
- 367-403 Epiphanius, obispo de Salamina, escribió Panarion contra las herejías.
- 370-379 Basilio el Grande, obispo de Cesarea
- 372-394 Gregorio, obispo de Nisa
- 373 Efrén el Sirio, citado Hechos Occidentales
- 374-397 Ambrosio, obispo y gobernador de Milán
- 375-395 Ausonio, gobernador cristiano de Galia
- 379-381 Gregorio Nacianceno, obispo de Constantinopla
- 380, 27 de febrero: el emperador Teodosio I promulga el edicto De Fide Catolica declarando el cristianismo como religión oficial del estado del Imperio Romano[62]
- 380, 24 de noviembre: el emperador Teodosio I es bautizado.
- 380 El emperador romano Teodosio I hace del cristianismo la religión oficial del estado.
- 381 Primer Concilio de Constantinopla, 2.º ecuménico, Jesús tenía verdadera alma humana, Credo Niceno del 381
- 382 Concilio de Roma bajo el Papa Dámaso I establece el Canon Bíblico, enumerando los libros inspirados del Antiguo Testamento y del Nuevo Testamento (disputado)
- 382 - Jerónimo recibe el encargo de traducir los Evangelios (y posteriormente toda la Biblia) al latín (Price, p. 78).
- 383? Frumentius, apóstol de Etiopía
- 385 Prisciliano, ¿primer hereje ejecutado?
- 386 - Agustín de Hipona convertido[63]
- 390? Apollinaris, obispo de Laodicea, creía que Jesús tenía cuerpo humano pero espíritu divino.
- 391: Los Teodosianos proscriben la mayoría de los rituales paganos que aún se practicaban en Roma.
- 390: Nestoriano el misionero Abdyeshu (o Abdisho) construye un monasterio en la isla de Bahrain.
- 397 - Nestoriano evangeliza a los pictos meridionales de Escocia; tres misioneros enviados a los montañeses de la región de Trento, en el norte de Italia, son martirizados.[64]
- 397? San Ninian evangeliza a los pictos en Escocia
- 400: Hayyan comienza a proclamar el evangelio en Yemen después de haberse convertido en Hirta, en la frontera persa; al iniciar una escuela para evangelistas godos nativos, Juan Crisóstomo escribe: "'Id y haced discípulos a todas las naciones' no se dijo sólo para los apóstolesu, sino también para nosotros"[55]
- 400: La Vulgata de Jerónimo edición y traducción latina de la Biblia de Jerónimo.
- 400? Biblia etíope: en ge'ez, 81 libros, Ortodoxa etíope estándar. Biblia
- 400? Peshitta Biblia en siríaco (arameo), Syr(p), AT + 22 NT, excluye: 2Pt, 2-3Jn, Judas, Apocalipsis; Iglesia Ortodoxa Siríaca estándar Biblia estándar